# Lill-Våmtjärnen
Lill-Våmtjärnen är en sjö i Torsby kommun i Värmland och ingår i Göta älvs huvudavrinningsområde.